# 叶底珠叉丝壳
叶底珠叉丝壳（学名：Microsphaera securinegae）是属于白粉菌目白粉菌科叉丝壳属的一种真菌，寄生在叶底珠上。该种分布于中国。